# 布羅德蘭斯 (伊利諾伊州)
布羅德蘭斯（英語：Broadlands）是位於美國伊利諾伊州尚佩恩縣的一個村落。

## 地理
布羅德蘭斯的座標為39°54′31″N 87°59′44″W / 39.9086°N 87.9956°W，而該地最高點為海拔高度208米（即681英尺）。

## 人口
根據2010年美國人口普查的數據，布羅德蘭斯的面積為0.85平方千米，當中陸地面積為0.85平方千米，而水域面積為0.00平方千米。當地共有人口349人，而人口密度為每平方千米410人。